# Margit Fischer
Margit Fischer, nata Binder (Stoccolma, 28 giugno 1943), è una designer austriaca con cittadinanza svedese, è stata moglie dell'ex presidente austriaco Heinz Fischer.

## Biografia
È figlia di Otto e Anni Binder, che emigrarono, all'epoca dell'Anschluss, in Svezia. Nel 1949 ritornò a Vienna.
Margit ha lavorato come designer di tessuto alla Pottendorfer Textilwerke AG tra il 1965 e il 1966. Nel 1967 lavorò presso la Märta Måås-Fjetterström a Stoccolma e tra il 1967 e il 1970 come restauratrice tessile presso il Museo di Arti Applicate di Vienna. Ha poi trascorso tre anni a studiare storia dell'arte presso l'Università di Vienna.
È sposata dal 20 settembre 1968 con Heinz Fischer, politico del partito socialdemocratico, con il quale ha avuto due figli: Philip (1972) e Lisa (1975).
Negli anni Novanta è stata tra le fondatrici dell'Österreichische Frauenrat (lett. Consiglio austriaco delle donne), di cui è presidente dal 1995. Dal 2004 al 2016 suo marito è stato presidente federale d'Austria, periodo in cui Margit è stata first lady. Durante il mandato del marito è stata attiva nel sostegno ad organizzazioni caritatevoli come Volkshilfe, Caritas, SOS Villaggi dei bambini (di cui era stata vicepresidente negli anni Novanta) e altre. Ha poi contribuito a fondare il ScienceCenter-Netzwerk, un'associazione per la promozione di iniziative di carattere scientifico.
Parla tedesco, inglese e svedese.